# Acámbaro
Acámbaro es una ciudad mexicana ubicada en el estado de Guanajuato, cabecera del municipio homónimo. Los primeros asentamientos en lo que actualmente es el territorio de esta ciudad se pueden rastrear al período preclásico; sin embargo, los antecedentes directos son más bien propios del siglo XV, cuando se integró a la Irechekua o Nación P'urhépecha y recibió el nombre que tiene hasta la actualidad. 
Durante el período colonial o novohispano la cabecera se consolidó como una importante República de Indios y la región homónima como una Provincia perteneciente, junto con la de Yuririapúndaro, a la Alcaldía Mayor de Celaya. 
Ya en el siglo XIX, como parte de la República Mexicana, se convirtió en una Jefatura Política, mientras que el pueblo recibió el título de Villa el 18 de julio de 1827, el cual mantuvo hasta que fue denominada ciudad y posteriormente cabecera municipal.

### Significado del Topónimo
Durante los siglos XIX y XX, este topónimo o nombre de lugar que proviene de la lengua P'urhépecha, antes denominada Tarasca, se interpretó erróneamente por la población blanca y mestiza como "lugar de Magueyes". Sin embargo, las investigaciones históricas más recientes, así como las enseñanzas de maestros de lengua P'urhé como Tatá Mateo González y Naná Elvia Tomás ya han demostrado que, en dicho idioma, el plural se construye añadiendo la partícula -echa a las palabras, por ende, al carecer de ella Ak'amparhu debe interpretarse en singular. De este modo, la interpretación correcta es "En el Maguey", "Lugar de Maguey" o "Donde Acamba".
Esta última interpretación refiere a la historia de la conquista purhépecha de la región, ocurrida en el siglo XV, en el contexto del expansionismo del linaje Uacúsecha. Sobre esto la Relación Geográfica de la Villa de Celaya (1580), en la región se asentaron primero algunos linajes otomíes provenientes de Dandhó (Huichapan) en alianza con los purépecha, para defender la frontera nororiental de la Irechekua (Nación). Posteriormente, el irecha o gobernante del Michoacán prehispánico envió varios linajes y a un principal de su nación para controlar la región pero, cuando la esposa de este angamecha, llamada Ak'amba (Maguey) murió ahogada en el Río Lerma, se nombró a la cabecera y a la región en su memoria. Así, este topónimo vincula estos territorios con un símbolo sagrado para los purépechas, el maguey, a su vez relacionado con el linaje uacúsecha y cuya quiebra era castigada en la fiesta Equata Consquaro.
Existen denominaciones en otomí (Mauadá) y matlatzinca (Py xumí) que refuerzan la memoria de Acamba, y del maguey, como figura central. De este modo, el nombre de lugar "Acámbaro" es un topónimo memorial antroponímico que remite a una persona y a un acontecimiento, que además da cuenta de la importancia de las mujeres en el proceso de territorialización del período posclásico en las fronteras p'urhépecha. Su estudio nos permite comprender mejor cómo los pueblos prehispánicos construían y conservaban la memoria a través del lenguaje.

## Historia

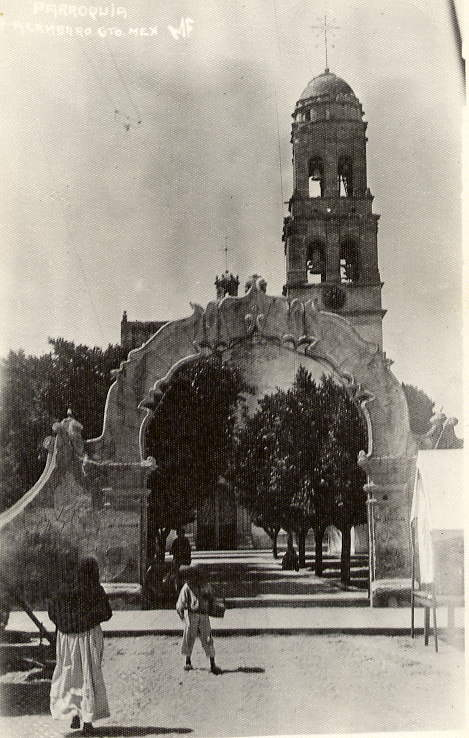
Templo de San Francisco a principios del donde se aprecia la barda perimetral que delimitaba el atrio parroquial, que posteriormente fue derribada.

### Época prehispánica
Los primeros habitantes en esta área pertenecieron a las tribus conocidas como cultura Chupícuaro, una de las más antiguas de Mesoamérica, cuyos orígenes se remontan hasta el 1200 a. C. En esta región se han dado valiosos descubrimientos arqueológicos, consistentes de más de 4000 piezas de cerámica las cuales son exhibidas en el museo local y en el Museo de la población de Chupícuaro.

### Período novohispano
Con la llegada de los conquistadores europeos, un grupo de familias otomíes se asentó a un costado del río Lerma. La ciudad fue fundada oficialmente el 19 de septiembre de 1526 por el cacique Don Nicolás de San Luis Montañés, con el nombre de San Francisco de Acámbaro. Siendo la primera población en el estado de Guanajuato. Con la fundación, grupos de frailes franciscanos iniciaron el proceso de Evangelización de las tribus en la región.

### SigloXIX

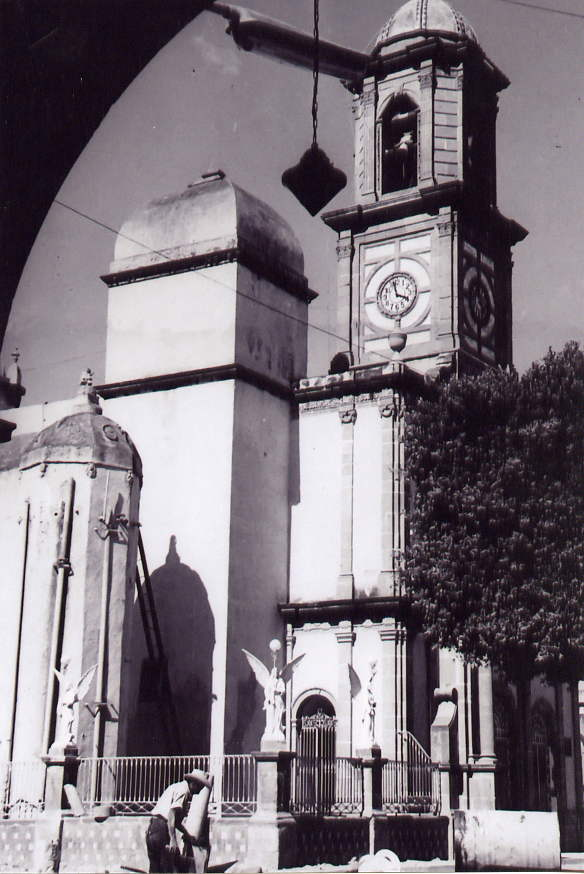
Templo de Guadalupe a principios del tomada desde los portales que había sobre la calle Hidalgo.

Un episodio muy importante de la guerra de Independencia de México tuvo lugar en Acámbaro. Con una ceremonia el 22 de octubre de 1810, el movimiento liderado por Miguel Hidalgo declaró a Acámbaro cuartel militar del Ejército Grande de América, al mismo tiempo que Hidalgo fue nombrado Generalísimo de las Américas. Ese mismo día tuvo lugar un gran desfile militar con más de 80,000 insurgentes, con lo cual se demostró la rapidez con la cual crecía éste movimiento, hacía menos de un mes, el 16 de septiembre de 1810, solamente 800 personas respondían al Grito de Dolores y se levantaban en armas en contra de los españoles en la ciudad de Dolores Hidalgo.
Durante el Porfiriato, debido a su ubicación estratégica, Acámbaro fue un sitio clave para el desarrollo de la infraestructura ferrocarrilera en México.

### SigloXX
Acámbaro se convirtió en un nodo principal, centro mecánico y logístico de los Ferrocarriles Nacionales de México, siendo el único centro con instalaciones para reparar locomotoras en todo Latinoamérica, en el que incluso se construyeron locomotoras de vapor. En 1944, los talleres mecánicos de Acámbaro construyeron La Fidelita 296, una locomotora de vapor que es un símbolo de toda una época para el pueblo acambarense, y que se encuentra en exhibición en el patio del museo del Ferrocarril de Acámbaro.

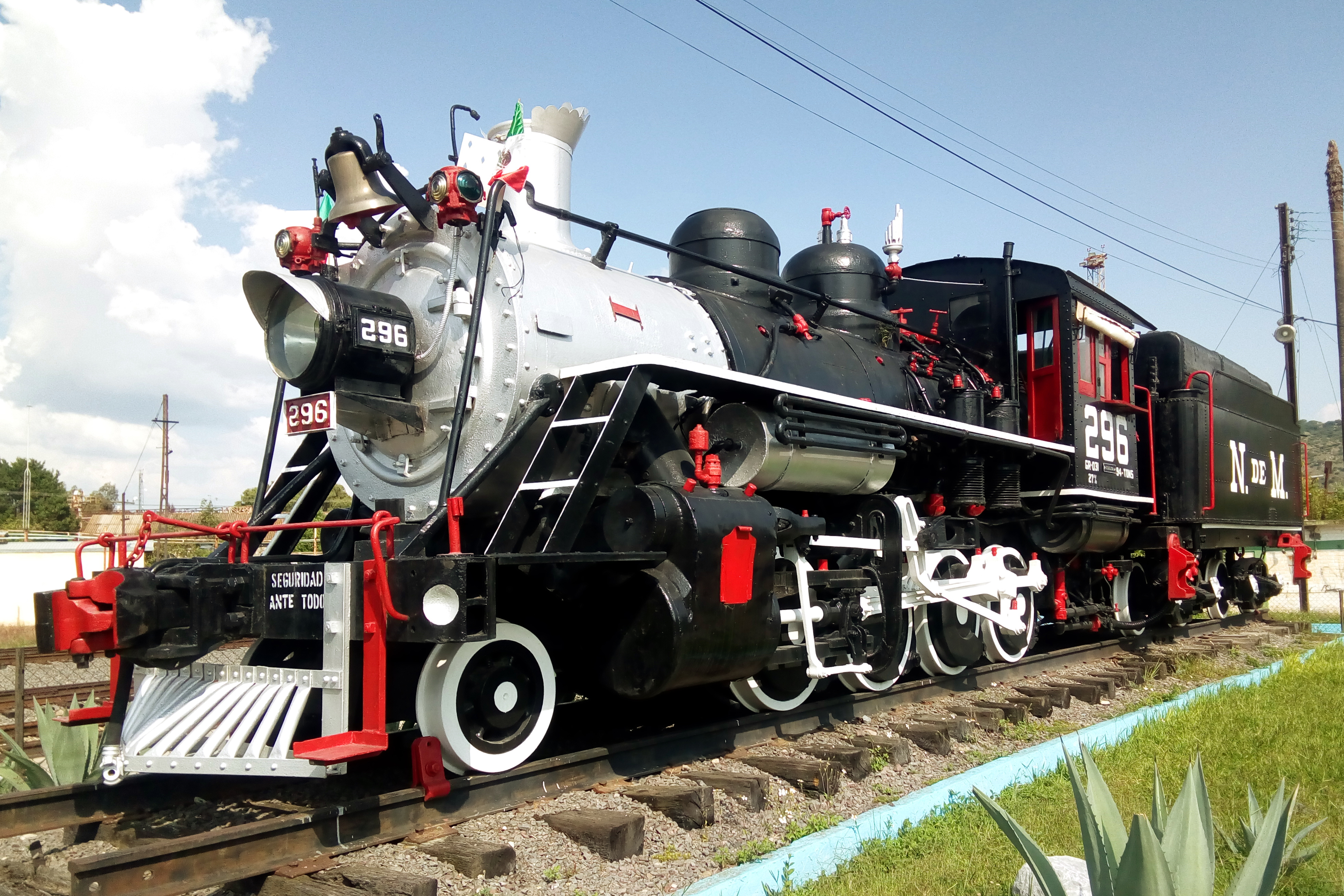
Locomotora de vapor. "La Fidelita".

## Geografía
Acámbaro se encuentra a unos 1,884 m s. n. m., en el centro-sur de México. El clima es semitemplado, teniendo temporada seca en primavera y de lluvias en verano. Sufre de algunas fuertes heladas en invierno. Se encuentra en la región guanajuatense denominada Valles Albajeños, y hace honor a su nombre debido a que se ubica bordeado por la sierra de los Agustinos, el cerro Prieto (o de las Cuevas de Moreno), localizadas sobre el cerro del Picachu en la comunidad de Paracuaro, Gto. el Cerro del Toro y el Cerro de las Siete Cruces. Sus agricultores, a pesar de contar con una benévola temporada lluviosa, recurren al río Lerma para regar los campos, debido a que sobre el curso de dicho río se construyó la Presa Solís, la cual controla las avenidas de los ríos que descienden del Eje Volcánico Transversal, tales como el río Tigre que pasa antes por Coroneo y Jerécuaro.
A causa de la actividad humana se ha producido un notable cambio en el entorno visual del municipio, lo cual es visible en la nombrada Presa Solís, en la cual se denotan grandes concentraciones de lirios acuáticos, contaminación dentro y fuera del agua, deforestación, etc.
Acámbaro colinda al norte con los Municipios de Tarimoro y Jerécuaro, al sur con el Estado de Michoacán, al este con Tarandacuao y al oeste con Salvatierra; y tiene una extensión territorial de 939 km², que representan el 3.1% de la superficie total del Estado. El Municipio de Acámbaro tiene como coordenadas geográficas 100º30’06” y 101º00’00” de Longitud Oeste y 19º55’42” y 20º12’16” de Latitud Norte.

## Arquitectura

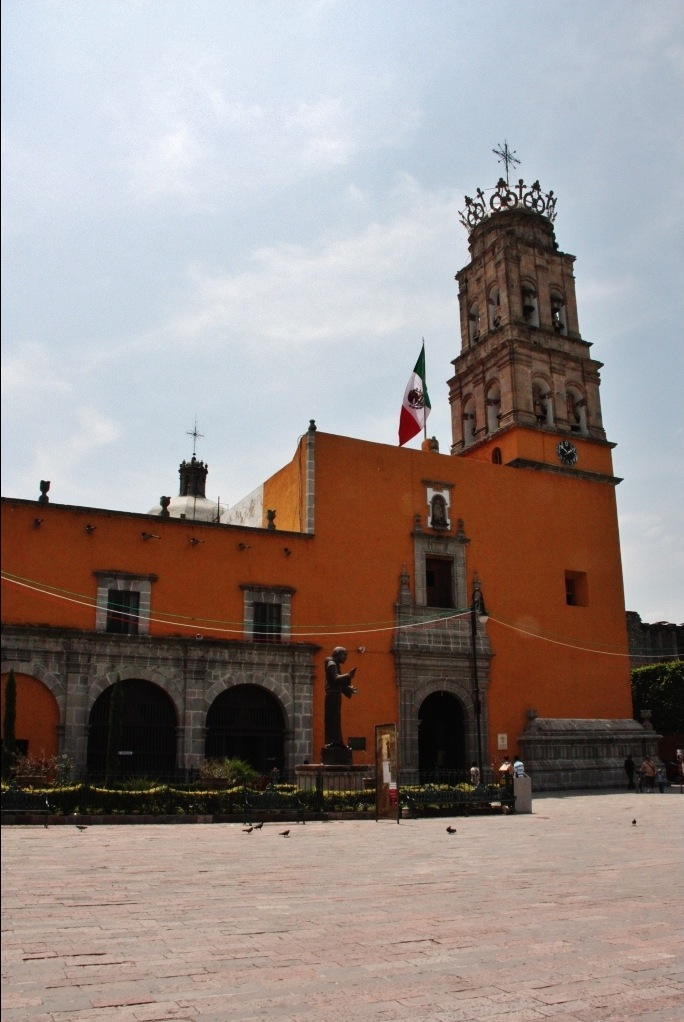
Vista del Templo del San Francisco

Acámbaro fue uno de los primeros asentamientos que los conquistadores establecieron en el centro del país. A la par de la llegada de familias hispanas y el reparto de los territorios entre ellas, se construyeron varias edificaciones importantes para dar servicios tanto a los recién llegados como a los pobladores locales.

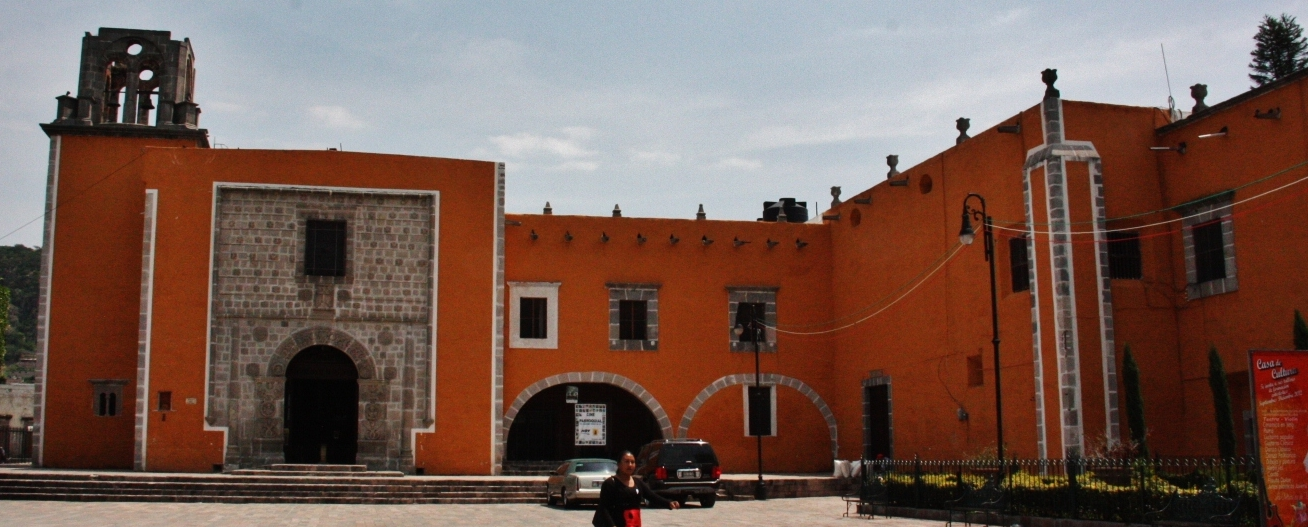
Vista del Templo del Hospital; (1529-32).

Dentro de las primeras construcciones, se destacan las religiosas. Los monjes Franciscanos construyeron edificios espléndidos que aún puede ser observados, tales como el Templo del Hospital. Esta iglesia fue concebida para ofrecer un espacio de consuelo espiritual a los pobladores nativos (templo de indios), siguiendo la estrategia de dominación y evangelización durante el virreinato.

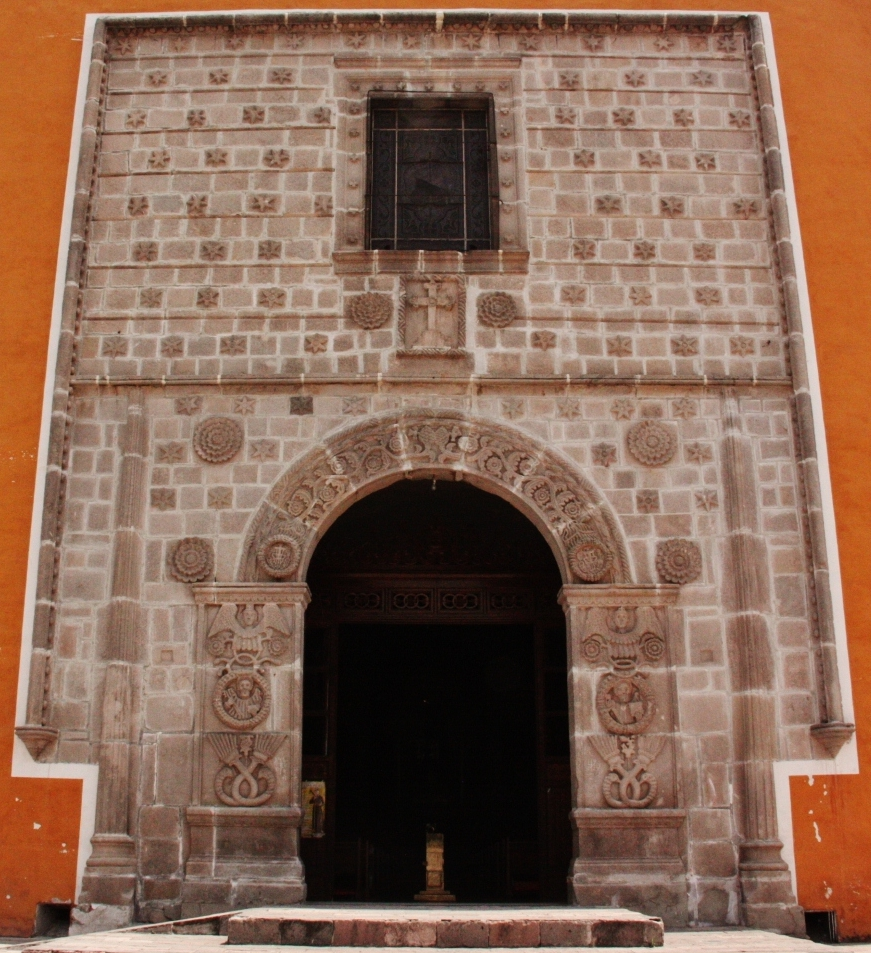
Fachada de estilo plateresco del templo del Hospital; (1529-32).

Si bien la construcción fue ordenada y dirigida por los conquistadores, la mano de obra provino de los distintos grupos de habitantes locales, otomies, tarascos, mazahuas y chichimecas. Una muestra de ello son varios elementos esculpidos en piedra en la fachada de dicho templo. 

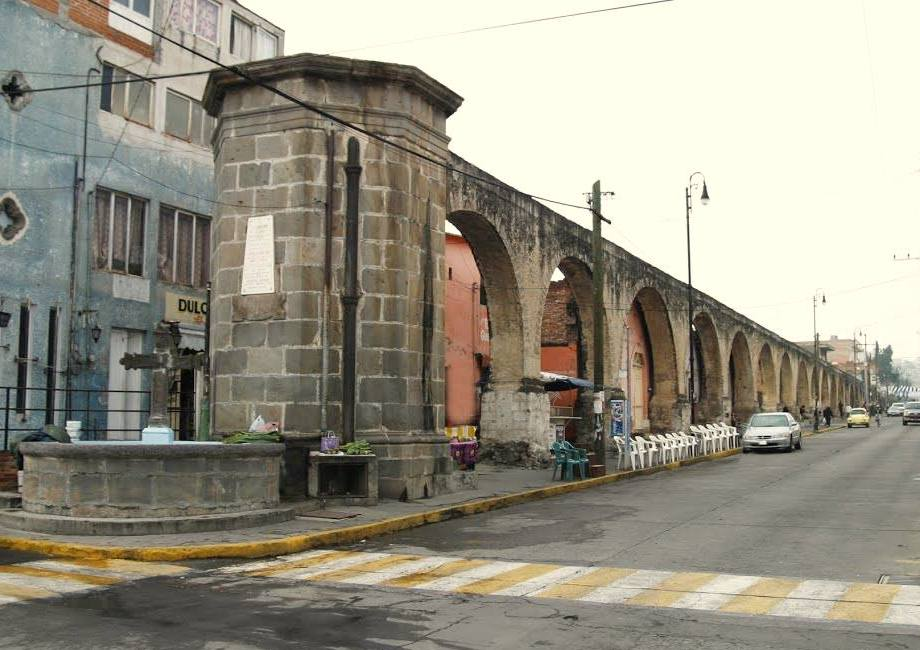
Acueducto de Acámbaro iniciado en 1527.

Otra de las obras destacadas en Acámbaro es la infraestructura para abastecimiento de agua realizada en el siglo XVI. El acueducto de Acámbaro, obra en estilo Mudéjar,  es el único acueducto construido en la época colonial completamente intacto en México, su construcción fue iniciada en 1527. La construcción fue dirigida por el franciscano Antonio de Bermul, teniendo el objetivo de traer agua desde un manantial existente en una población indígena conocida como Tócuaro. El acueducto termina en la fuente de la "Pila de la Cruz", lugar donde históricamente la población con cántaros y los aguadores llenaban sus ánforas para llevar a las casas. En la plaza principal se encuentra la llamada Fuente Taurina, también conocida como "Pila del Águila", una fuente con relieves que hacen referencia a corridas de toros, la cual conmemora la introducción de la tauromaquia en la Nueva España. En la ciudad existen otras fuentes, algunas de las cuales fueron construidas posteriormente, como la "Fuente Morisca" localizada actualmente en el Mercado Hidalgo y que data del siglo XVIII.
Entre las grandes construcciones existentes en Acámbaro, una joya de las épocas gloriosas de la arquitectura colonial es un puente sobre el río Lerma, conocido como el puente de Piedra que data del año 1750, el cual es atribuido a Francisco Eduardo Tres Guerras. Aunque existe cierto debate sobre el arquitecto y la autoridad que ordenó su construcción.
El siglo XVIII trajo prosperidad a Acámbaro con la construcción de edificios religiosos y públicos. Templos, casonas y portales fueron construidos, muchos de los cuales han soportado el paso del tiempo y modernización. Entre los más sobresalientes se pueden mencionar los portales Victoria, Hidalgo y Guerrero (destruidos en la primera mitad del siglo pasado), Portal Sámano, Presidencia Municipal, casonas sobre la calle Juárez, las ermitas sobre la calle Hidalgo, un teatro sobre la calle Zaragoza, entre otros.
Varios monumentos de la ciudad fueron removidos durante el gobierno de Juan José Torres Landa con el plan Guanajuato, desconociéndose hasta la fecha el lugar a donde fueron llevadas las piedras de basalto labradas con las que estaban construidos. Muchos de los monumentos son recordados por los mayores de la localidad, entre los monumentos extraviados se incluyen el monumento a la madre, la fuente de "el Elefantito" entre otros, así como los portales Hidalgo y Guerrero, la barda perimetral del santuario y de la parroquia de San Francisco.
En enero de 2015 fue inaugurada la remodelación de la Plaza Cívica "Miguel Hidalgo y el Jardín del Arte", dicho proyecto cuenta con un foro, y  38 chorros de agua que forman fuentes danzantes junto con la instalación de luz escénica y sonido ambiental.

## Gastronomía
La gastronomía de Acámbaro es muy variada y similar a la que predomina en el centro del país, contando con platillos típicos como guisados de carne de res y cerdo en salsas de chile seco o tomatillo acompañados con arroz, menudo de res y borrego, chiles rellenos, aunque tiene una fuerte influencia de la gastronomía del estado de Michoacán. Un ejemplo de esta influencia gastronómica son los tamales de elote o huchepos, muy populares en la región purépecha. La cercanía con el lago de Cuitzeo y la presa Solís se manifiesta en platillos como carpas fritas y los charales con salsa y limón. En Acámbaro se pueden encontrar además antojitos típicos como las enchiladas rojas, los pambazos, pozole rojo y verde, postres como buñuelos acaramelados acompañados con atole de maíz o garbanzo, churros rellenos, garbanzos hervidos o asados, cacahuates hervidos o asados y golosinas como dulces de amaranto, cacahuates garapiñados o en palanqueta, las manzanas cubiertas con caramelo y las obleas. Un antojito muy tradicional son los tacos dorados de frijoles, acompañados de col rallada, salsa verde y crema. Entre las especialidades más sobresalientes del lugar podemos mencionar los tamales de ceniza, las corundas; tamales hechos de masa de maíz, tequesquite y envueltos en hojas de carrizo dándole la forma triangular que les caracteriza pero que normalmente son servidos con salsa de chile guajillo, carne de cerdo, crema y limón. Además podemos encontrar los chicharrones preparados con col rayada, carne apache (carne de res reposada con jugo de limón, jitomate, cebolla y cilantro picados), salsa botanera y limón, tamales dulces pero con relleno de queso y salsa de chile guajillo, combinación exótica que resulta interesantemente exquisita.

### Panadería acambarense
La ubicación geográfica, la benevolencia del entorno para la agricultura, aunado a la infraestructura ferroviaria convirtieron a Acámbaro en un sitios importantes del bajío para la producción de harina de trigo y arraigue de una tradición panificadora importante. El pan ha llegado a nuestros días como un elemento culinario particularmente importante de la tradición gastronómica acambarense y que se ha venido remarcando aún más con distintos eventos, ferias y concursos entono a esta delicioso producto.
De la tradición panadera local, el tipo de pan más famoso y tradicional es el pan grande de Acámbaro, un pan dulce hecho con harina de trigo, mantequilla, azúcar, huevo, leche, levadura y otros ingredientes, con tamaños que llegan hasta varios kilogramos de peso, siguiendo diferentes recetas secretas tradicionales de los negocios familiares que los producen. Los principales tipos de panes que se hornean en Acámbaro son el Tallado, Picón, Ranchero, Granillo y las deliciosas Acambaritas.
Otro tipo de pan que es una especialidad de Acámbaro es el Pan de muerto, un tipo especial de pan con ingredientes y forma llena de simbolismo y que forma parte de las ofrendas para el día de muertos, además de las "Monas" o "Monitas", pan que tiene la forma de muñequito de diferentes tamaños, cubiertos con azúcar glas y que serían equivalentes a los alfeñiques, pero en forma de pan. Este pan se hornea sólo durante los meses de septiembre, octubre y noviembre.
Otro tipo de pan que históricamente ha sido producidos en la región es el "pan de agua", un pan hecho con aguamiel y que tiene una forma de un diminuto maguey y las "casadillas", un pan en forma de una pequeña charola rellena con un pudín a base de atole de maíz o garbanzo. Muchos otros tipos de pan pueden ser encontrados en las panaderías de Acámbaro como las conchas, chilindrinas, polvorones, mantecadas, etc.
Acámbaro es reconocido en sus alrededores como la "Ciudad del Pan" por su inigualable y exquisito sabor. El pan es realizado artesanalmente por diferentes panaderías, las más reconocidas son: Panificadora Super Pan, la Familia Maldonado Loeza, El Triunfo, Hermanos Loeza, Tío Sam, Lirio, El Refugio, entre otras.
El pan de Acámbaro evoluciona a la par de la ciudad tanto que sus tradicionales "acambaritas" ya se pueden encontrar en sabores como chocolate, napolitano y fresa.

## Educación
Acámbaro cuenta con instituciones educativas de todos los niveles, desde preescolar hasta superior. El sistema de educación público es el más fuerte en la ciudad, aunque también existen algunas escuelas privadas (de primaria a universidad). Dentro de las escuelas más sobresalientes se puede mencionar a las siguientes:
Nivel Básico:
- Escuela Primaria ¨General Manuel Ávila Camacho¨ (Conocido como "La Avila"
- Escuela Primaria ¨Francisco I. Madero¨
- Centro Educativo "Fray Pedro de Gante"(Conocido como "La Padilla", con 75 años de antigüedad)
- Escuela Secundaria General "Elías Macotela García" (ESFA 1)
- Escuela Secundaria General "Centeolt" (ESFA 2)
- Escuela Secundaria General "Bernal Díaz Jiménez" (ESFA 3)
- Escuela Secundaria Técnica Industria n.º 6 (ESTI 6)
- Montañez Centro Educativo Acambarense(Llamado Montañez en honor al fundador de la ciudad, la cual ya no existe)
- Colegio Teresa Martin
- Colegio Josefa Ortiz de Domínguez. Carácter Privado.
- Escuela primaria urbana num.1 "Benito Juarez"
- Escuela primaria urbana "Ferrocarriles Nacionales"

Nivel Medio Superior:
- Escuela Preparatoria Miguel Hidalgo y Costilla (65 años)
- Centro de Bachillerato Tecnológico Industrial y de Servicios #147 (CBTis 147)
- Colegio de Educación Profesional Técnica del Estado de Guanajuato, Plantel Acámbaro (Conalep)
- Montañez Centro Educativo Acambarense
- CECYTEG (inaugurado recientemente)
- SABES BACHILLERATOS (SISTEMA AVANZADO DE BACHILLERATOS Y EDUCACIÓN MEDIA SUPERIOR EN EL ESTADO DE GUANAJUATO)

Nivel Superior:
- Universidad del SABES UNIDEG
- Unidad Académica Sureste de la Universidad Tecnológica de León (UTL) (recientemente inaugurada).
- Universidad Continente Americano.
- Universidad Pedagógica Nacional 112 Subsede Acámbaro.

Debido a lo limitado de la oferta educativa por parte de las instituciones de educación superior en la ciudad, la mayoría de los estudiantes estudian sus carreras en universidades localizadas en ciudades más grandes, como Morelia (Universidad Michoacana de San Nicolás de Hidalgo), Querétaro (Universidad Autónoma de Querétaro, Guanajuato (Universidad de Guanajuato, Estado de México (Universidad Autónoma Chapingo) o incluso al Distrito Federal (Universidad Nacional Autónoma de México).
El 21 de enero de 2006 el diario Reforma de la Ciudad de México publicó resultados de la Evaluación Nacional de Logro Académico de los Centros Escolares, que aplicó la Secretaría de Educación Pública en junio de 2006 a 10 millones de estudiantes de todo México.
Los resultados muestran que de las 100 mejores escuelas secundarias, la sexta en el país es la Telesecundaria 486 de Acámbaro. Escribe el diario Reforma: 

Si se toma en cuenta sólo a las públicas, el primer lugar lo obtuvo la Telesecundaria 485 de la comunidad de San Juan Jaripeo perteneciente al municipio de Acambaro, Guanajuato con 720.22 puntos, a cargo del profesor Antonio Tapia Barajas. La escala que va de 200 a 800, tiene como promedio 500 puntos...
Los alumnos de esta telesecundaria se ubicaron sólo 27.40 puntos debajo de la mejor secundaria del país, la privada Centro de Desarrollo Integral Arboledas de Zapopan.

## Datos sobresalientes
- Es el único municipio de México que tenía un acueducto completo hasta época reciente, pues ha sido destruido con la construcción de casas y calles en la Colonia San Isidro.
- También es la única ciudad en México que tiene una fuente, de origen colonial, dedicada a la fiesta taurina.
- La cultura prehispánica chupícuaro se asentó en este municipio, y algunos ejemplos de su cerámica se pueden ver en el museo local.
- La mayor parte de la población es católica, pero también existen cristianos de la iglesia bautista, de los Santos de los Últimos Días (mormones) y Testigos de Jehová.
- El Santo Patrón Principal desde la fundación del pueblo es San Francisco de Asís y la copatrona principal es la Santísima Virgen del Refugio desde el 4 de julio de 1953, con la aprobación del Papa Pío XII. La Virgen del Refugio es celebrada el 4 de julio y sus fiestas son de gran arraigo tradicional desde 1845, cuando llegó la Imagen. Las fiestas de San Francisco se celebran el 4 de octubre.
- Los franciscanos custodian en la parroquia de San Francisco una biblioteca de algunos libros antiguos que han - hasta hace muy poco - sido restaurados. Este material sin embargo no está aún al alcance de investigadores.
- Acámbaro sufre de mucha migración hacia Estados Unidos, especialmente de hombres jóvenes, que buscan mejores oportunidades ante la caída de la actividad agrícola debido a la caída de los precios de los productos del campo a partir de la importación masiva que permitió el Tratado de Libre Comercio de Norteamérica.
- Debido a que últimamente se han instalado múltiples supermercados con competencia desleal, varios negocios locales se han visto en la necesidad de cerrar por las bajas ventas, por lo que el desempleo ha aumentado, se exhorta a los habitantes y turistas a consumir en tiendas locales para reactivar la economía.
- Cuenta con tres clubes de servicio, el Club de Leones, Club Rotario y el Club Rotario Acueducto
- Fue la primera villa fundada en el estado de Guanajuato.

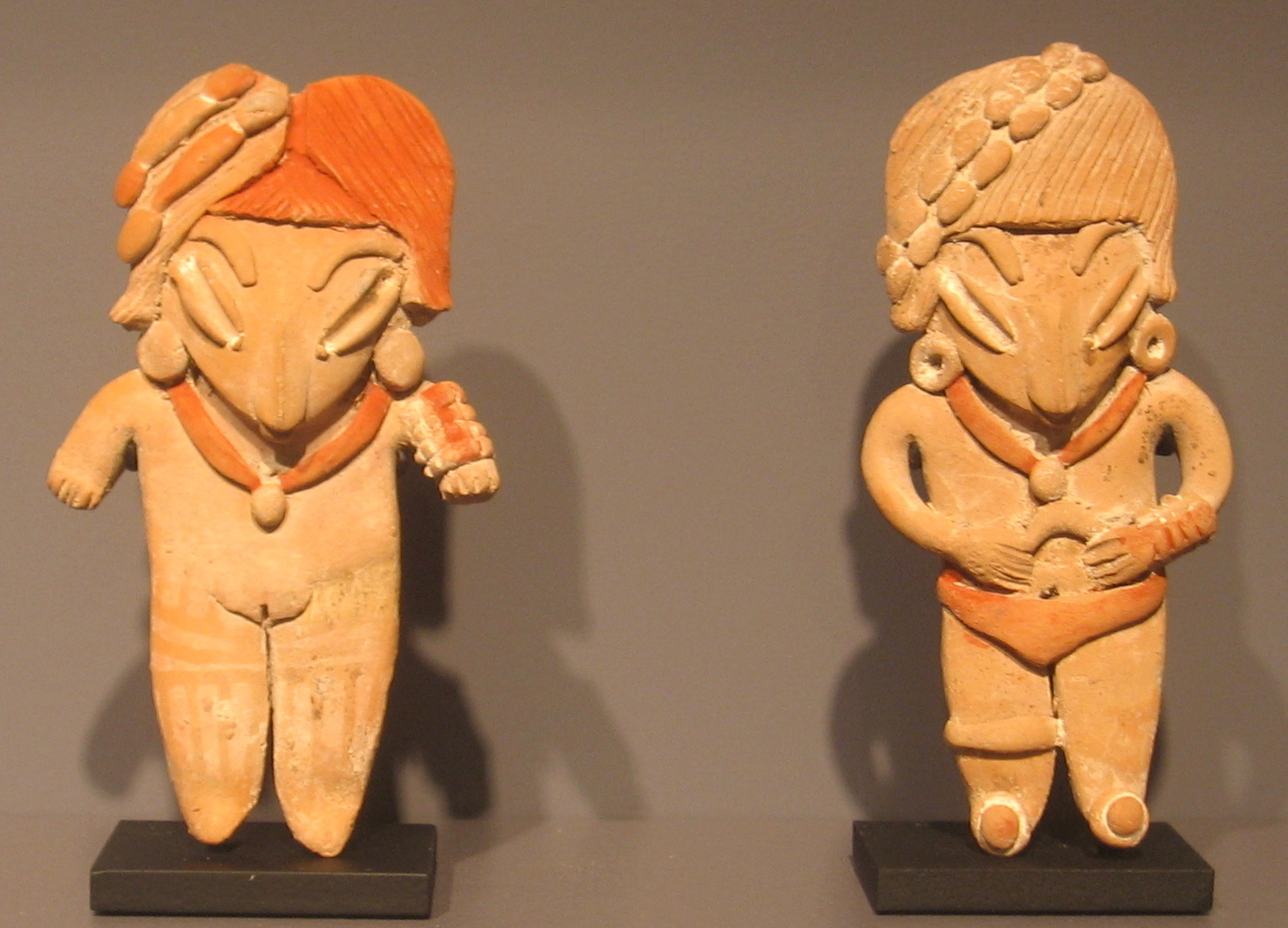
Figurillas de barro, cultura chupícuaro.

- La cultura chupícuaro floreció en la zona 1000 años antes de Cristo (aunque 2 de las figuras de barro encontradas fueron fechadas 2500 años antes de Cristo por termoluminiscencia en la Universidad de Pensylvania y el Laboratorio de Isótopos Inc. de Nueva Jersey llegó a fecharlas hasta 4530 años antes de Cristo por pruebas de carbono 14), es una de las culturas más antiguas de Mesoamérica.
- Es la ciudad donde Miguel Hidalgo y Costilla fue nombrado "Generalísimo de las Américas". se establece formalmente el primer ejército del México Independiente.
- El crecimiento de Acámbaro a principios del siglo XX, se debió principalmente a la existencia del ferrocarril, consolidándose como una ciudad eminentemente ferrocarrilera. Hoy Acámbaro es una población agrícola y comercial, con un creciente sector de servicios en atención a la salud.
- En la parroquia de San Francisco hay 16 campanas de las cuales los nombres de algunas son: San Buenaventura, San Miguel, San Antonio, San Gerardo y la campana mayor San Francisco.

## Ciudades hermanas
La ciudad de Acámbaro está hermanada con las siguientes ciudades alrededor del mundo:
- Laredo, Estados Unidos.[12]
- Suzhou, China.[13]